# Trebče
Trebče so vas v Občini Bistrica ob Sotli. V vasi se nahaja Kolarjeva domačija – domačija Ane Kolar, tete Josipa Broza - Tita. Domačija je urejena kot etnografski muzej. Domačija Marije Javeršek, matere Josipa Broza - Tita, ki je pravtako urejena v muzej, se nahaja v sosednji Podsredi.